# Zwitserland op het Eurovisiesongfestival 1979
Zwitserland nam deel aan het  Eurovisiesongfestival 1979, gehouden in Jeruzalem, Israël. Het was de 24ste deelname van het land.

## Selectieprocedure
De nationale finale vond plaats in de studio's van DRS in Zürich en werd gepresenteerd door Christian Heeb. In de finale deden er zeven liedjes mee. De uiteindelijke winnaar was Peter, Sue & Marc met het lied Trödler und Co met 37 punten, 14 punten meer dan de tweede.

### Nationale finale
| Plaats | Artiest                                  | Lied                   | Punten |
| ------ | ---------------------------------------- | ---------------------- | ------ |
| 1      | Peter, Sue & Marc & Pfuri, Gorps & Kniri | Trödler und Co.        | 37     |
| 2      | Groupe Atlas                             | Moi je viens d'un pays | 23     |
| 3      | Ruby Manila                              | Manila                 | 22     |
| 4      | Rita Pavone                              | Dieci cuori            | 21     |
| 5      | Sandro Caroli                            | La nostra favola       | 16     |
| 6      | Biggi Bachmann                           | Musik, musik           | 15     |
| 7      | Salvo Ingrassia                          | Senza Te               | 11     |

## In Jeruzalem
Zwitserland moest als 8ste aantreden op het festival, net na Griekenland en voor Duitsland. Op het einde van de puntentelling bleek dat ze 60 punten hadden verzameld, goed voor een tiende plaats. Men ontving eenmaal het maximum van de punten. Nederland en België ook zeven punten hadden geen punten over voor de Zwitserse inzending.

### Gekregen punten

#### Finale
| 12 punten    | 10 punten | 8 punten    | 7 punten                             | 6 punten  |
| ------------ | --------- | ----------- | ------------------------------------ | --------- |
| - Oostenrijk | - Finland | - Noorwegen | - Denemarken - Duitsland - Frankrijk |           |
| 5 punten     | 4 punten  | 3 punten    | 2 punten                             | 1 punt    |
|              | - Israël  |             | - Griekenland - Monaco               | - Ierland |

### Punten gegeven door Zwitserland

#### Finale
Punten gegeven in de finale:
| 12 punten | Spanje              |
| 10 punten | Frankrijk           |
| 8 punten  | Finland             |
| 7 punten  | Griekenland         |
| 6 punten  | Ierland             |
| 5 punten  | Israël              |
| 4 punten  | Portugal            |
| 3 punten  | Luxemburg           |
| 2 punten  | Verenigd Koninkrijk |
| 1 punt    | Denemarken          |

1956 · 1957 · 1958 · 1959 · 1960 · 1961 · 1962 · 1963 · 1964 · 1965 · 1966 · 1967 · 1968 · 1969 · 1970 · 1971 · 1972 · 1973 · 1974 · 1975 · 1976 · 1977 · 1978 · 1979 · 1980 · 1981 · 1982 · 1983 · 1984 · 1985 · 1986 · 1987 · 1988 · 1989 · 1990 · 1991 · 1992 · 1993 · 1994 · 1995 · 1996 · 1997 · 1998 · 1999 · 2000 · 2001 · 2002 · 2003 · 2004 · 2005 · 2006 · 2007 · 2008 · 2009 · 2010 · 2011 · 2012 · 2013 · 2014 · 2015 · 2016 · 2017 · 2018 · 2019 · 2020 · 2021 · 2022 · 2023 · 2024 · 2025